# ユブラジ・デッシィ
ユブラジ・デッシィ（Yuvraj Singh Dhesi、1986年7月19日 - ）は、カナダのプロレスラー。アルバータ州カルガリー出身のインド系カナダ人。WWEにてジンダー・マハル（Jinder Mahal）のリングネームで活動。
伯父のガマ・シン、従兄弟のガマ・シン・ジュニアもプロレスラーである。

## 来歴

### キャリア初期
リック・タイタンが主宰するアルバータのマーシャルアーツ・フィットネスセンターにてトレーニングを開始。PMW（Premier Martial Arts Wrestling）にてリングネームをラジ "ザ・フューチャー" デシ（Raj "The Future" Desi）としてプロレスラーデビューを果たす。ロス・ハートとブルース・ハートが主宰するStampedeでもトレーニングを始め、ガマ・シンからプロレスの基礎を叩き込まれた。
2005年、新日本プロレスロサンゼルス道場にてバッドニュース・アレンに師事。Stampedeではガマ・シン・ジュニアとタッグチームを結成。Stampedeインターナショナルタッグチーム王座を2回獲得。PWA（Prairie Wrestling Allian）、GNW（Great North Wrestling）などの団体にも参戦。

### WWE
2009年12月、WWEのトライアウトを受けるためにフロリダに行き、傘下団体であるFCWにてトライアウトに臨んだ。当時、WWEが南アジア系のレスラーを探していたことを知り、面接ではイスラム教徒の正装であるターバンを巻いてインド系カナダ人であることを主張。レスリングスキルも評価されていたことも相まって合格することができた。

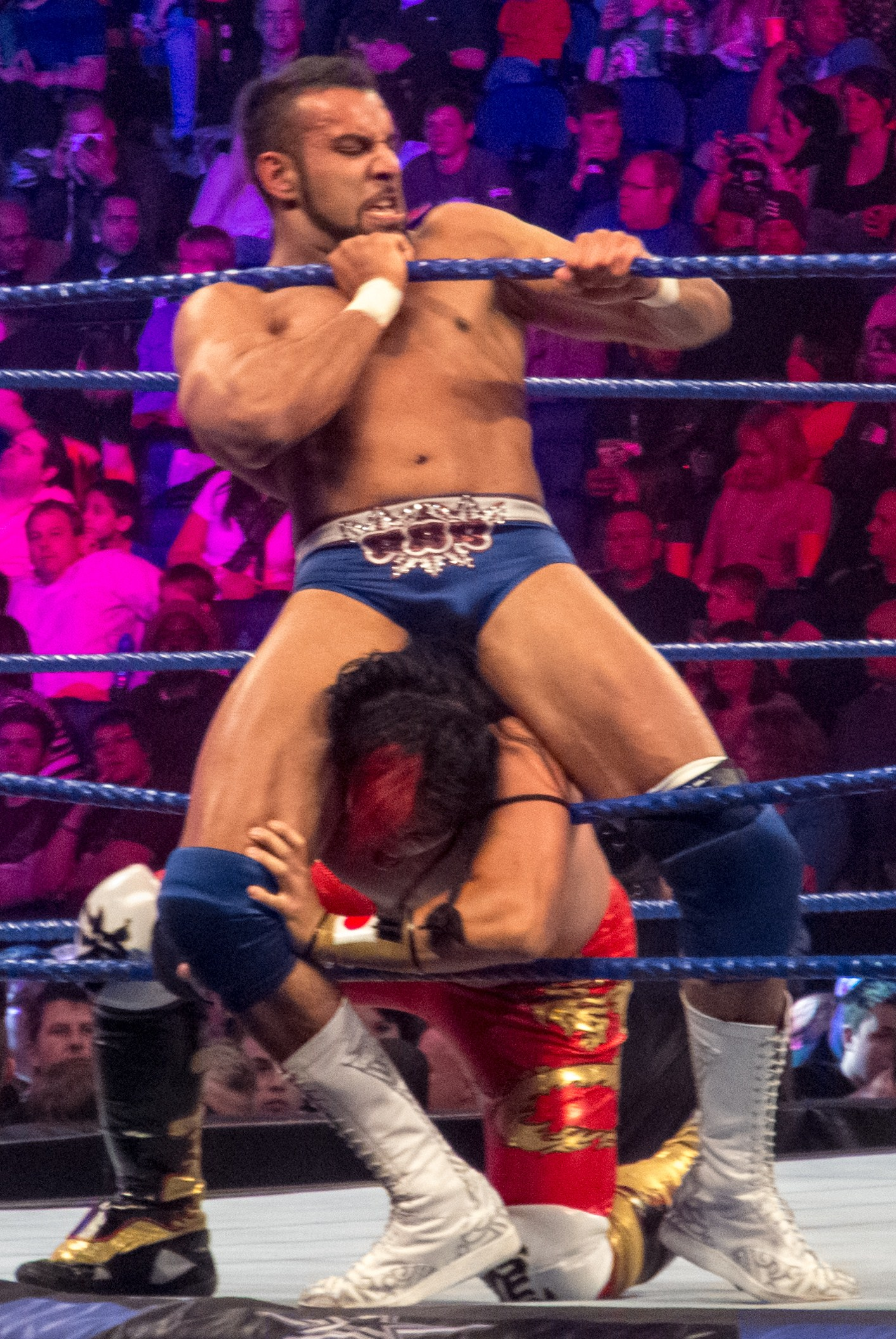
2012年

2010年1月にディペロップメント契約を交わし入団。FCWにてジンダー・マハル（Jinder Mahal）のリングネームでデビュー。10月からタッグでの出場機会が増え、ジェイコブ・ノヴァックと組んで活動。
2011年4月29日、SmackDownにてグレート・カリと会話し終えたレイ・ミステリオに続いて登場。カリとランジン・シンとヒンディー語で会話をして去った。5月より本格的にヒールとして活動するようになり、ランジン・シンを差し置いてカリを言いなりにすることに成功する（ギミック上、富豪にしてカリの妹の夫であるマハルは、離婚をすると脅しをかけた）が最終的には怒りを買い反逆され、シングルで活動することになった。11月より同じ富豪であるにもかかわらず一般人との交流を深めているテッド・デビアスとの抗争が展開したが、デビアスの負傷により抗争終了。Superstarsを中心に活動し、ヨシ・タツやエゼキエル・ジャクソンを相手に勝利を重ねる。また、SmackDown!にも出場していたが敗戦が多かった。この頃にインドの階級を表す赤もしくは白のパグリ（ターバン）を頭に着けるようになり、試合前に専用のケースに入れていた。
2012年、NXTに登場するようになり、初代NXT王者を決めるゴールドラッシュトーナメントにて準優勝した。9月、ヒース・スレイター、ドリュー・マッキンタイアと3人組ユニット、3MBを結成。役割を「チームのひょうきんもの」、「道化役」と実況から例えられた。また、パグリは黒いものへ変更。
2014年6月、WWEから解雇となる。

### インディー団体
WWE解雇後、2014年7月26日、テキサス州を拠点とするROW（Reality Of Wrestling）のSummer Of Championsに参戦。ジャスパー・デービスと対戦。最後にフルネルソンスラムを決めて勝利。10月24日、カナダ・ブリティッシュコロンビア州を拠点とするASW（All-Star Wrestling）にてStampede時代の盟友であるガマ・シン・ジュニアとタッグを組んでASWタッグ王座を保持するクーガー・ミート（コリン・カトラー & カイル・セバスチャン）に挑戦。最後にカトラーへ合体式シットアウト・エースクラッシャーを決めて勝利。ベルトを奪取した。
2015年1月3日、プエルトリコの団体であるWWCのEuphoria 2015に参戦。レイ・ゴンザレスとインディアン・ストラップ・デスマッチで対戦するが敗戦。4月23日、アントニオ猪木が主宰するIGFに参戦する事が発表。5月5日、GENOME33にてワン・ビンと対戦するが、場外での乱闘や椅子攻撃を繰り返し、最後はレフェリーに暴行して反則負けとなった。同月30日、テキサス州を拠点とするLSCW（Lone Star Championship Wrestling）にてバイロン・ウィルコットと対戦して勝利。6月27日、GENOME34にて橋本大地と対戦。最後にDDTを喰らい敗戦。8月15日、LSCW（Lone Star Championship Wrestling）にてエクスチャン・ブレイクと対戦して勝利。11月27日、リユニオンイベントであるWrestleCadeのShowcase Of Championsに参戦。LSCWローンスター王座を保持するジョン・サクストン、ヒューストン・カーソンと3wayマッチによる王座戦を行うがベルトを奪取するに至らなかった。

### WWE
2016年8月1日、WWE・RAWにてかつて3MBの仲間だったヒース・スレイターより呼び出される形で復帰を果たす。ミック・フォーリーよりRAWのロースター枠の最後の一つを賭けて対戦を命じられ、納得いかず抗議するスレイターに対しスーパーキックを見舞い勝利した。
2017年1月2日、RAWにてルセフと組み、ルセフと抗争中にパートナーで負傷して戦えない状態であるエンツォ・アモーレを欠いたビッグ・キャスとハンディキャップマッチで対戦。一方的に攻めて最後にルセフがスーパーキックを決めて勝利。この試合をきっかけにルセフと共闘してエンツォ & キャスと抗争を展開。同月30日、エンツォ & キャスとの決着戦としてテキサストルネードマッチで対戦。終盤にアモーレを場外へ追い出しキャスを集中して攻めるが自身がロープワークした際に場外にいたエンツォに捕まり落ちる。攻撃を仕掛けた際に避けられスティールステアーに激突。最後にルセフがバダ・ブン・シャカラカを決められ敗戦した。2月20日、ニュー・デイ（ビッグ・E & コフィ・キングストン with エグザビアー・ウッズ）と対戦。最後に自身がミッドナイト・アワーを決められ敗戦。試合後にルセフと文句を言い合いタッグの軋轢を生じる。3月5日、Fastlane 2017にてセザーロと対戦。終盤にロープブレイクで隙が生じた際にビッグブーツを決めて倒すが直後に実況席にルセフが現れ、気を取られているところにセザーロにスーパー・アッパーカットを決められ敗戦。試合後にはルセフに襲撃され、スーパーキックを喰らい事実上のタッグ解消となった。4月2日、WrestleMania 33 Kickoffにてアンドレ・ザ・ジャイアント・メモリアル・バトルロイヤルに出場。終盤にキリアン・デイン、モジョ・ローリーと争い、ローリーに失格とならないセカンドロープから場外から落とすと、ローリーの応援に駆けつけていたニューイングランド・ペイトリオッツのロブ・グロンコウスキーにジュースを浴びせ因縁をつけるとリングに戻るが、グロンコウスキーもリングに上がりフットボール・タックルを決められるとローリーより脱落させられた。同月11日、SmackDown Liveにて因縁のあるモジョ・ローリーと対戦。中盤にローリーをコーナーポストに投げつけ倒すと場外にて再び応援に駆けつけていたロブ・グロンコウスキーに迫るが背後よりローリーに殴打されるとグロンコウスキーよりジュースを浴びせられ、最後にリング上でローリーからランニング・フォアアーム・スマッシュを決められ敗戦した。同月18日、WWE王座挑戦権争奪6パックチャレンジに出場。終盤にサミ・ゼインとの直接対決となるがエクスプロイダーでコーナーポストに叩きつけられ窮地に陥るとリングサイドに現れたシン・ブラザーズ（サミル・シン & スニル・シン）がゼインの足を捕え動くのを阻止。そしてコブラクラッチスラムを決めて勝利。試合後にはバックステージより登場したWWE王者であるランディ・オートンと舌戦を繰り広げた。同月25日、エリック・ローワンとの対戦で勝利したランディ・オートンに対して試合後にバックステージより登場。マイクアピールでオートンと抗争中であったブレイ・ワイアットよりも自分を恐れるよう告げると襲撃されるが、シン・ブラザーズが救出に駆けつけると一転オートンを痛めつけ、最後にコブラクラッチスラムを決めた。5月21日、Backlash 2017にてWWE王座を保持するランディ・オートンにマネージャーのシン・ブラザーズを従えて挑戦。終盤にRKOを喰らい窮地に陥ったところにシン・ブラザーズのアシストを受けて場外に逃げるが、そのシン・ブラザーズがオートンに捕まってしまい二人まとめてエレベイテッドDDTで葬られてしまう。しかし、自身はその間に背後からオートンを襲撃。カラスを決めて勝利。ベルトを奪取した。7月23日、Battleground 2017にてランディ・オートンとパンジャーブ・プリズン・マッチによるWWE王座戦を行う。終盤にスティールチェアーで殴打されて脱出されそうになったところ、バックステージよりグレート・カリが登場。カリがオートンの首を掴み動きを止めるアシストを受けて脱出。王座を防衛した。
2018年4月8日、レッスルマニア34にてWWE US王座を保持するランディ・オートン、ルセフ、ボビー・ルードとフェイタル4wayマッチで挑戦。終盤にルセフとの一騎打ちになり、アコレードで極められ窮地に陥るがスニル・シンの介入を受けて最後にルセフへカラスを決めて勝利。ベルトを奪取した。

## その他
- シン・ブラザーズの介入によってベルトを死守しているヒールとして悪名高く、その高慢な態度で観客の怒りを大いに買う人物で知られる[27]。
- インド系カナダ人（パンジャーブ人）であり、ヒンディー語を話すことができる。
- カルガリー大学の卒業生。経営学部出身。

## 得意技

### フィニッシュ・ホールド
カラス
2017年より使用しているフィニッシャー。日本語放送時の字幕では”クハラス”とされた。
コブラクラッチの体勢から体を捻り、ロック・ボトムのように背中から地面に叩きつける。
フルネルソンスラム
キャメルクラッチ
サンズ・オブ・タイム
ファイヤーマンズキャリーの状態から両膝を腹部に当てる、変形ダブルニー・バックブリーカー。
アーム・トラップ・ネックブリーカー・ドロップ
相手の首に腕を回し、クロスさせてからのネックブリーカードロップ。

### 打撃技
エルボー
エルボー・スタンプ
ナックルパート
バック・ハンド・チョップ
スーパーキック
ビッグブーツ
助走をつけながら自分の右足をマットと水平の高さに持ち上げて相手の顔面を右足の裏で蹴り飛ばす。
ランニング・ハイ・ニー
ニーリフト

### 投げ技
ベリー・トゥー・バック・スープレックス
抱え上げ式バックドロップ。
カラチバレードライバー
デスバレードライバー
スープレックス
スーパープレックス
DDT
スタンガン
相手を正面から抱え上げ、倒れこんで喉をトップロープに打ち付ける。

## 獲得タイトル
WWE
- WWE王座 : 1回
- WWE US王座 : 1回
- 24/7王座 : 2回

ASW
- ASWタッグ王座 : 1回

w / ガマ・シン・ジュニア
CWE
- CWEヘビー級王座 : 1回

Stampede

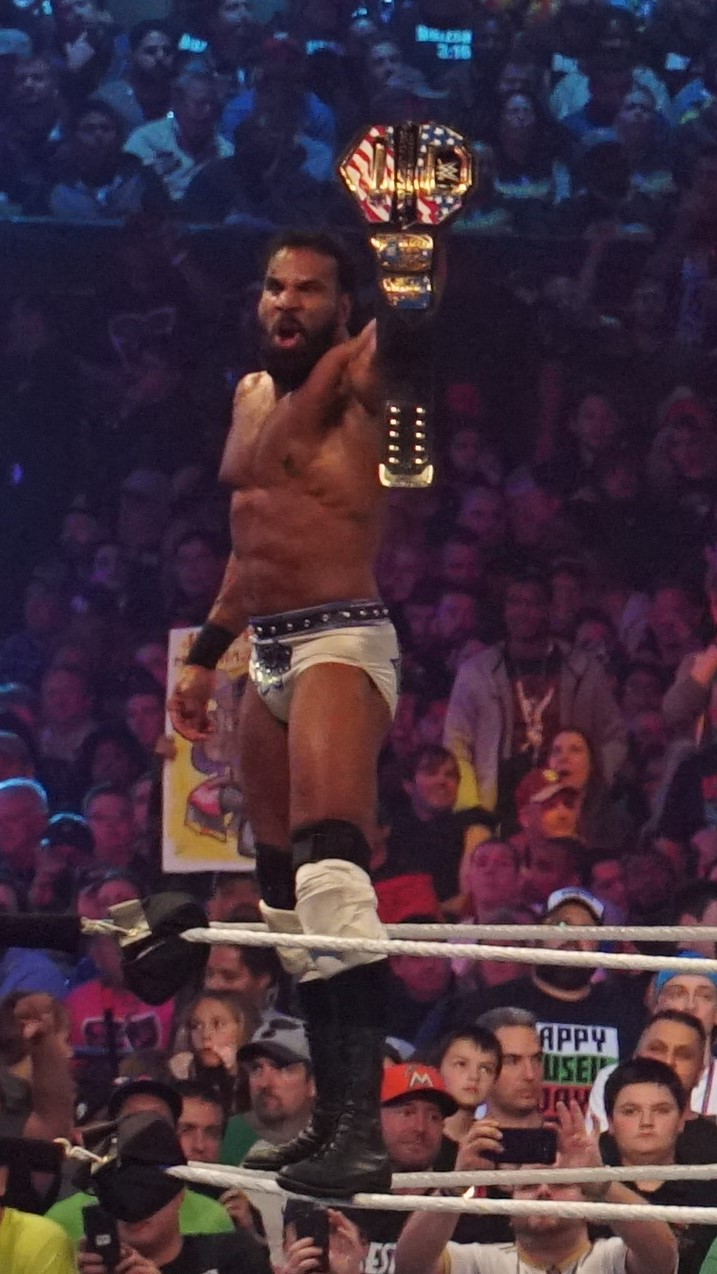
WWE US王座

- Stampedeインターナショナルタッグ王座 : 2回

w / ガマ・シン・ジュニア
PWA
- PWAヘビー級王座 : 2回
- PWAカナディアン・タッグ王座 : 1回

w / ガマ・シン・ジュニア

## 入場曲
- Main Yash Hun
- One Man Band
- More Than One Man
- Panga Paijave
- Sher (Lion)
- Vari Vari - 現在使用中